# Saint-François-de-Sales
Saint-François-de-Sales – miejscowość i gmina we Francji, w regionie Owernia-Rodan-Alpy, w departamencie Sabaudia.
Według danych z 1990 r. gminę zamieszkiwało 96 osób, a gęstość zaludnienia wynosiła 7 osób/km² (wśród 2880 gmin regionu Rodan-Alpy Saint-François-de-Sales plasuje się na 1525. miejscu pod względem liczby ludności, natomiast pod względem powierzchni na miejscu 861.).